# 미스 페인스 베이비
미스 페인스 베이비(Miss Fane's Baby Is Stolen)는 미국에서 제작된 알렉산더 홀 감독의 1934년 드라마 영화이다. 앨리스 브래디 등이 주연으로 출연하였다.

## 출연

### 주연
- 앨리스 브래디

### 조연
- 베이비 르로이
- 윌리엄 프롤리
- 조지 바비어
- 앨런 헤일
- 잭 라 루
- 도로시 버제스
- 플로렌스 로버츠
- 얼빙 베이콘

## 제작진
- 원작자: 루퍼트 휴즈